# Germaine Ahidjo
Germaine Ahidjo (Mokolo, 11 febbraio 1932 – Dakar, 20 aprile 2021) è stata la moglie del primo presidente del Camerun, Ahmadou Ahidjo. Fu quindi la First Lady del Camerun dal 1960 al 1982.

## Biografia

### Infanzia e istruzione
Germaine Ahidjo è nata nel 1932 a Mokolo, nell'attuale regione dell'Estremo Nord del Camerun. Sua madre era Yawa una Fulani, mentre il suo padre adottivo, Yaya Boubawa, un'infermiere dell'ospedale di Mokolo, era corso.
Nel 1942, ottenne il certificato di studi a Yaoundé. In seguito si iscrisse al Girls College di Douala, oggi New-Bell High School.
Nel 1947, tramite Louis-Paul Aujoulat, l'assemblea territoriale le assegnò una borsa di studio per studiare in Francia, dove ottenne il diploma di infermiera ospedaliera statale nel 1952 e si specializzò in malattie tropicali presso l'Istituto Pasteur nel 1953.

### Primo matrimonio
Sposò un libanese di nome Touffic, dal quale ebbe un figlio, Daniel Boubakari, che si stabilì a Bafoussam. Ha divorziato prima di tornare in Camerun.

### Secondo matrimonio con Ahmadou Ahidjo
Conobbe Ahidjo nel 1955. Entrambi avevano una passione per la lettura; All'inizio si scambiano romanzi. Si sposarono il 17 agosto 1956. Ebbero tre figlie: Babette, Aissatou e Aminatou. Ebbe anche un figlio, Daniel Toufick, nato prima del suo matrimonio con Ahidjo. Mohamadou Badjika Ahidjo, ora deputato e ambasciatore in visita, è il figlio di Ahidjo e della sua prima moglie, Ada Garoua.

### First Lady del Camerun e condanna
Germaine Ahidjo divenne First Lady del Camerun nel 1960, dopo che il marito divenne il primo presidente alla sua indipendenza. Riservata e intelligente, mise la sua educazione, i suoi consigli e la sua finezza al servizio dello Stato.
Dopo le dimissioni del marito nel 1982 e la sua condanna a morte in contumacia a seguito del suo presunto coinvolgimento nel fallito colpo di stato del 1984, si stabilirono a Dakar, in Senegal. Suo marito morì il 30 novembre 1989. Fece una campagna per la sua riabilitazione ufficiale, incluso il rimpatrio delle sue ceneri in Camerun.

### Morte
È morta il 19 aprile 2021, all'età di 89 anni a Dakar, in Senegal, dove soffriva di una malattia protratta. Venne sepolta accanto al marito.